# Splendeuptychia
Genre
Splendeuptychia est un genre néotropical de lépidoptères (papillons) de la famille des Nymphalidae et de la sous-famille des Satyrinae.

## Systématique
Le genre Splendeuptychia a été décrit par l'entomologiste allemand Walter Forster en 1964.
Son espèce type est Euptychia ashna Hewitson, 1869.

## Liste des espèces
D'après FUNET Tree of Life (13 avril 2019) :
- Splendeuptychia ambra (Weymer, [1911]) — Bolivie, Pérou.
- Splendeuptychia ashna (Hewitson, 1869) — Bolivie, Colombie, Équateur, Pérou.
- Splendeuptychia aurigera (Weymer, [1911]) — Pérou.
- Splendeuptychia boliviensis Forster, 1964 — Bolivie.
- Splendeuptychia clementia (Butler, 1877) — Équateur, Pérou.
- Splendeuptychia clorimena (Stoll, 1790) — Suriname, Guyane.
- Splendeuptychia cosmophila (Hübner, 1823) — Brésil.
- Splendeuptychia doxes (Godart, [1824]) — Brésil.
- Splendeuptychia furina (Hewitson, 1862) — Amazonie, dont Guyane.
- Splendeuptychia hygina (Butler, 1877) — Brésil.
- Splendeuptychia itonis (Hewitson, 1862) — Brésil, Guyane.
- Splendeuptychia junonia (Butler, 1867) — Brésil.
- Splendeuptychia kendalli Miller, 1978 — Mexique.
- Splendeuptychia latia (Butler, 1867) — Brésil.
- Splendeuptychia libitina (Butler, 1870) — Équateur, Brésil.
- Splendeuptychia pagyris (Godart, [1824]) — Brésil.
- Splendeuptychia purusana (Aurivillius, 1929) — Brésil, Guyane.
- Splendeuptychia quadrina (Butler, 1869) — Brésil.
- Splendeuptychia salvini (Butler, 1867) — Panama.
- Splendeuptychia telesphora (Butler, 1877) — Brésil, Pérou.
- Splendeuptychia toynei Willmott & Hall, 1995 — Équateur.
- Splendeuptychia triangula (Aurivillius, 1929) — Brésil.
- Splendeuptychia zischkai Forster, 1964 — Bolivie.